# Amolops nidorbellus
Amolops nidorbellus es una especie de anfibio anuro de la familia Ranidae.

## Distribución geográfica
Esta especie es endémica desde el distrito de Kohima hasta Nagaland en la India. 
Se encuentra a 1575 m sobre el nivel del mar.

## Publicación original
- Biju, Mahony & Kamei, 2010 : Description of two new species of torrent frog, Amolops Cope (Anura: Ranidae) from a degrading forest in the northeast Indian state of Nagaland. Zootaxa, n.º 2408, p. 31-46.[2]